# Српска салата
Српска салата је салата од поврћа, која се обично служи током лета уз печење и друга јела. Прави се од свежег парадајза, краставца и лука исеченог на коцкице, обично је зачињено сунцокретовим или маслиновим уљем, сољу и разним љутим папричицама (феферони). Слична је традиционалним салатама других балканских земаља и источног Медитерана, као што су шопска салата, грчка салата, арапска салата, израелска салата и турска пастирска салата.